# Microtrigonia marsupialis
Microtrigonia marsupialis – gatunek ważki z rodziny ważkowatych (Libellulidae).